# Jean-Luc Carbuccia
Pour les articles homonymes, voir Carbuccia (homonymie).
Jean-Luc Sébastien Bonaventure Carbuccia, né à Bastia le 14 juillet 1808 et mort à Gallipoli le 17 juillet 1854, est un général et archéologue français.

## Biographie
Sa famille, ancienne famille corse, apparentée aux Mozer de Mattéï, émigrée en France, préfère l’exil à la servitude des Génois. Son grand-père et son père s'illustrent au sein du régiment « Royal corse » où servent de nombreux notables exilés.
Il entre à Saint-Cyr en 1825 et en sort sous-lieutenant deux ans plus tard. Présent au débarquement du corps expéditionnaire de l'Algérie en 1830, il prend part à tous les combats des débuts de la conquête : débarquement du corps expéditionnaire à Sidi-Ferruch, aux sièges de Fort l’Empereur et d’Oran. Il regagne la France six ans plus tard avec le grade de capitaine. En 1839, il regagne à sa demande l'Algérie. Trois blessures, quatre citations et la croix de chevalier de la Légion d'honneur témoignent de ses qualités de soldat. Il y gagne également l'estime du duc d'Aumale et du maréchal Bugeaud, gouverneur de l'Algérie.
Colonel à 40 ans, il succède au colonel, comte de Noue le 31 août 1848, à la tête du 2e régiment étranger en Algérie et au colonel Canrobert à la subdivision de Batna. Il reçoit le premier drapeau du régiment. Tout particulièrement apprécié par ses hommes, il sait en tirer une obéissance aveugle. Il s'illustre à leur tête, notamment lors de la prise de Zaatcha, durant laquelle son imprudence initiale lui sera reprochée par le général Emile Herbillon.
Ce serait lui qui aurait eu l'idée de reprendre le système de transport par chameaux pour une colonne de combattants, déjà utilisé par Napoléon lors de la campagne de Syrie. Cela fonctionna avec plus ou moins de succès, mais le Général Yusuf et lui s'en trouvaient ravis.
En 1854, nommé général, il est affecté à Paris. Mais la guerre de Crimée éclate, il demande à y être envoyé. Il y participe à la tête de la brigade de Légion étrangère. Après les obsèques du général d’Elchingen, mort du choléra d’une façon foudroyante, il rentre fatigué. Le lendemain, 17 juillet 1854, contaminé lui aussi, il meurt en quelques heures, âgé de 46 ans, devant Gallipoli.

## L'archéologue
En plus d'avoir été un grand chef militaire, le général Carbuccia (colonel en Algérie) était féru d'archéologie. Sous ses ordres, son régiment, le 2e régiment étranger a commencé les campagnes de fouille de la ville romaine de Lambèse. Cette ville fut l’ancienne capitale militaire de la Numidie romaine. Le colonel Carbuccia reconstitua en outre la géographie de l’ancienne province romaine.
Des fouilles des ruines de Lambèse, il tire un rapport intitulé « Archéologie de la subdivision de Batna ». Il est reçu par l’Académie des inscriptions et belles-lettres. Le rapport est conservé actuellement à la bibliothèque de l’Institut de France. Récompensé par une médaille de satisfaction, Carbuccia ne l’accepte que pour son régiment.
Il est également l'auteur de :
Description des ruines situées sur la route suivie par la colonne du général de Saint Arnaud, mai-juin 1850 dans les Nemenchas et dans l’Aurès.